# Шютсбері (Массачусетс)
Шютсбері (англ. Shutesbury) — місто (англ. town) в США, в окрузі Франклін штату Массачусетс. Населення — 1717 осіб (2020).

## Демографія
Згідно з переписом 2010 року, у місті мешкала 1771 особа в 714 домогосподарствах у складі 483 родин. Було 866 помешкань
Расовий склад населення:
| - 92,3 % — білих - 2,1 % — чорних або афроамериканців - 1,1 % — азіатів - 0,6 % — корінних американців |

До двох чи більше рас належало 3,6 %. Частка іспаномовних становила 3,1 % від усіх жителів.
За віковим діапазоном населення розподілялося таким чином: 22,6 % — особи молодші 18 років, 68,8 % — особи у віці 18—64 років, 8,6 % — особи у віці 65 років та старші. Медіана віку мешканця становила 45,6 року. На 100 осіб жіночої статі у місті припадало 91,3 чоловіків;  на 100 жінок у віці від 18 років та старших — 92,1 чоловіків також старших 18 років.
Середній дохід на одне домашнє господарство  становив 91 552 долари США (медіана — 76 927), а середній дохід на одну сім'ю — 109 831 долар (медіана — 95 833). Медіана доходів становила 64 313 долари для чоловіків та 54 688 доларів для жінок. За межею бідності перебувало 11,3 % осіб, у тому числі 19,7 % дітей у віці до 18 років та 7,1 % осіб у віці 65 років та старших.
Цивільне працевлаштоване населення становило 968 осіб. Основні галузі зайнятості: освіта, охорона здоров'я та соціальна допомога — 49,1 %, науковці, спеціалісти, менеджери — 11,2 %, роздрібна торгівля — 8,7 %, мистецтво, розваги та відпочинок — 7,2 %.